# Elphel

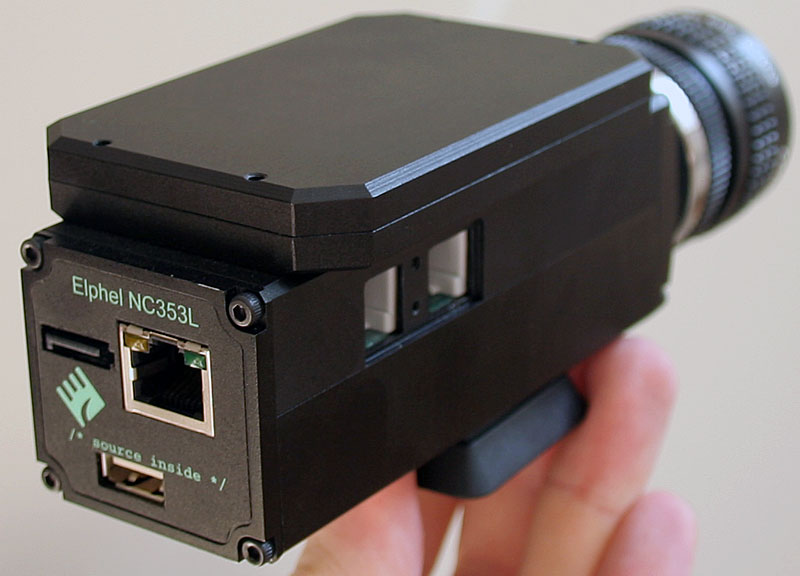
Elphel model 353 with internal HDD

Elphel ist eine Kamera mit offener Hardware und offenem Betriebs-Quellcode, die von Elphel Inc. hauptsächlich für wissenschaftliche Anwendungen hergestellt wird. Aufgrund der offenen Hard- und Software kann die Kamera einfach an viele verschiedene Anwendungen angepasst werden. Elphel Inc. wurde 2001 vom russischen Physiker Andrey Filippov, der 1995 in die USA emigrierte, gegründet.

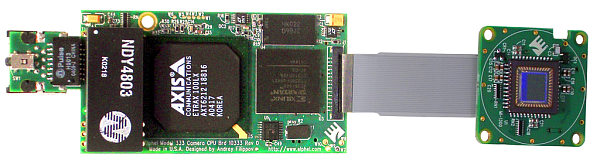
Elphel 333 circuit and sensor board

## Anwendungen
Elphel werden benutzt, um für Google Street View und für das Google-Books-Projekt Bilder aufzunehmen. Ebenfalls benutzt die NASA beim UAV Global Hawk Elphel-Kameras. Die Kamera wurde auch vom Apertus-Projekt benutzt. Apertus ist ein Projekt von Enthusiasten und Filmemachern, die an einer Digitales-Kino-Lösung interessiert sind.